# 普纽玛
普纽玛（πνεύμα）是一个古希腊词语，意思是气息，在宗教文献中，它的意思是精神或灵魂。古代的医学家和哲学家们在多种专门的意义上使用这个词。包括：
- 普纽玛，“运动的气体，呼吸气，风，”相当于阿那克西美尼的物质一元论中的气体（ἀήρ, "air"），它是基本元素，其它物质起源于此；现存文献中，这一词语最早出现于此。
- 普纽玛（古代医学），根据古代的很多医学家的说法，是生命器官的系统机能所必不可少的循环气体。
- 普纽玛（同时期亚里士多德所用），在精子传播过程中的温暖、活动的气体，把运动和确定的感觉传给后代；参看生命热和自发生殖。
- 普纽玛（斯多亚学派），斯多亚学派的哲学概念，指宇宙中和人的身体中的有活力的、温暖的气息。

在犹太教和基督教中，pneuma是七十士译本和希腊语新约中一个很普通的词，用来代表精神和心灵。

## 音乐
- 2007年post rock乐队的一张专辑，Moving Mountains.